# كيث هارفي
كيث هارفي (بالإنجليزية: Keith Harvey)‏ (25 ديسمبر 1934 في المملكة المتحدة - ) هو لاعب كرة قدم بريطاني في مركز الدفاع. لعب مع نادي إكزتر سيتي.

## وصلات خارجية
- كيث هارفي على موقع قاعدة بيانات كرة القدم.إي يو (الإنجليزية)